# Johann Nepomuk Alber
Johann Nepomuk Alber (* 7. Juli 1753 in Ovár; † nach 1830) war ein ungarischer Theologe.

## Leben
Johann Nepomuk Alber, geboren in Ovár am 7. Juli 1753, studierte Humanität und wurde anschließend, 1779, in den Orden der Piaristen aufgenommen. Dort beschäftigte er sich fortan mit Theologie und Philosophie. Auch berief man ihn als Lehrer an ein Gymnasium in Pest, später ging er an ein Piaristenkolleg in Nitra und unterrichtete die Bibel sowie Kirchengeschichte. Darauf schickte man ihn nach Kalocsa und von dort zurück nach Pest, um an der dortigen Universität zu lehren. In den Ruhestand trat Alber 1830.

## Werke
- Institutiones historicae eccl. (fünf Bände; Ofen 1825)
- Institutiones linguae hebraeae (Ofen 1826)